# Rüdiger Borchardt
Rüdiger Borchardt (* 8. Dezember 1963 in Wismar) ist ein ehemaliger deutscher Handballspieler.
Der 1,98 Meter große Rückraumspieler zählte zu den besten Spielern der DDR-Oberliga in den 1980er Jahren. Er bestritt für die DDR-Nationalmannschaft 139 Länderspiele.
Borchardt spielte für den SC Empor Rostock. Das Hamburger Abendblatt berichtete Ende Dezember 1989 und Anfang Januar 1990, dass der spanische Verein Teka Santander dem SC Empor für eine Verpflichtung Borchardts eine Ablösesumme von 2,5 Millionen D-Mark sowie dem Spieler ein Monatsgehalt von 30 000 D-Mark, mietfreies Wohnen und einen Wagen geboten habe. Die Zeitung nannte ihn den „am meisten umworbenen Handball-Nationalspieler der DDR“. Borchardt entschied sich zum Verbleib in Rostock.
Nach 1990 wechselte er zu GWD Minden in die 2. Handball-Bundesliga und in der Saison 1991/1992 VfL Bad Schwartau. Danach wechselte er wieder zu seinem ehemaligen Verein, dem HC Empor Rostock. Ein 1995 bereits als perfekt gemeldeter Wechsel zum TuS Nettelstedt zerschlug sich wieder, da Rostock auf die Einhaltung seines Vertrages bis 1996 pochte und ihm keine Freigabe erteilte.
Mit der DDR-Nationalmannschaft spielte er bei der Weltmeisterschaft (WM) 1986 (3. Platz), WM 1990 (8. Platz). Bei den Olympischen Spielen 1988 warf er in sechs Spielen 42 Tore für die DDR. Für die gesamtdeutsche Mannschaft bestritt er 15 Länderspiele. Mit 690 Länderspieltoren (davon 668 für die DDR) gehört er zu den 15 besten deutschen Torwerfern (Stand: 2008).
1984 wurde Borchardt mit anderen Spielern der DDR-Nationalmannschaft mit dem Vaterländischen Verdienstorden in Gold ausgezeichnet.